# Huancheng, Gansu
Huancheng är en köping i nordvästra Kina. Den ligger i Huan härad i Qingyang i provinsen Gansu, omkring 320 kilometer öster om provinshuvudstaden Lanzhou. Antalet invånare är 65 251. Befolkningen består av 31 463 kvinnor och 33 788 män. Barn under 15 år utgör 19,0 %, vuxna 15-64 år 73 %, och äldre över 65 år 6,0 %.